# 마케도니아 국왕
마케도니아 국왕(그리스어: Βασιλείς της Μακεδονίας)은 고대 마케도니아 왕국의 국가원수로, 다음은 그 목록이다.

## 목록

### 아르게아스 왕조
- 카라노스 (재위: 기원전 808년 ~ 기원전 778년)
- 코이노스
- 티림마스
- 페르디카스 1세 (재위: 기원전 700년 ~ 기원전 678년)
- 아르가이오스 1세 (재위: 기원전 678년 ~ 기원전 640년)
- 필리포스 1세 (재위: 기원전 640년 ~ 602년)
- 아에로포스 1세 (재위: 기원전 602년 ~ 576년)
- 알케타스 1세 (재위: 기원전 576년 ~ 547년)
- 아민타스 1세 (재위: 기원전 547년 ~ 498년)
- 알렉산드로스 1세 (재위: 기원전 498년 ~ 454년)
- 알케타스 2세 (재위: 기원전 454년 ~ 448년)
- 페르디카스 2세 (재위: 기원전 448년 ~ 413년)
- 아르켈라오스 1세 (재위: 기원전 413년 ~ 399년)
- 크라테로스 (재위: 기원전 399년)
- 오레스테스 및 아에로포스 2세 (재위: 기원전 399년 ~ 396년)
- 아르켈라오스 2세 (재위: 기원전 396년 ~ 393년)
- 아민타스 2세 (재위: 기원전 393년)
- 파우사니아스 재위: 기원전 393년)
- 아민타스 3세 (재위: 기원전 393년)
- 아르가이오스 2세 (재위: 기원전 393년 ~ 392년)
- 아민타스 3세 (재위: 기원전 392년 ~ 370년)[1]
- 알렉산드로스 2세 (재위: 기원전 370년 ~ 368년)
- 페르디카스 3세 (재위: 기원전 368년 ~ 359년)
  - 알로로스의 프톨레마이오스 섭정 (기원전 368년 ~ 365년)
- 아민타스 4세 (재위: 기원전 359년 ~ 356년)
- 필리포스 2세 (재위: 기원전 356년 ~ 336년)
- 알렉산드로스 3세, 대왕 (재위: 기원전 336년 ~ 323년)
  - 안티파트로스 섭정 (재위: 기원전 334년 ~ 323년)
- 필리포스 3세 아리다이오스 (재위: 기원전 323년 ~ 317년)와 알렉산드로스 4세 (재위: 기원전 323년 ~ 310년)[2]
  - 페르디카스 섭정 (재위: 기원전 323년 ~ 321)[3]
  - 안티파트로스 섭정 (재위: 기원전 321년 ~ 319)
  - 폴리페르콘 섭정 (재위: 기원전 319년 ~ 317)
  - 카산드로스 섭정 (재위: 기원전 317년 ~ 305)

### 안티파트로스 왕조
- 카산드로스 (재위: 기원전 305년 ~ 기원전 297년)
- 필리포스 4세 (재위: 기원전 297년)
- 알렉산드로스 5세 (재위: 기원전 297년 ~ 기원전 294년)와 안티파트로스 2세 (재위: 기원전 297년 ~ 기원전 294년)[4]

### 안티고노스 왕조
- 데메트리오스 1세 (재위: 기원전 306년 ~ 기원전 286년)
- 안티파트로스 에테시아스 (재위: 기원전 279년)
- 소스테네스 (재위: 기원전 279년 ~ 기원전 276년)
- 안티고노스 2세 고나타스 (재위: 기원전 276년 ~ 기원전 274년)[5]
- 안티고노스 2세 고타나스 (재위: 기원전 272년 ~ 기원전 239년)
- 데메트리오스 2세 (재위: 기원전 239년 ~ 기원전 229년)
- 안티고노스 3세 도손 (재위: 기원전 229년 ~ 기원전 221년)
- 필리포스 5세 (재위: 기원전 221년 ~ 기원전 179년)
- 페르세우스 (재위: 기원전 179년 ~ 기원전 167년)

기원전 167년 페르세우스의 사후, 마케도니아는 로마의 지배하에 4개의 공화국으로 나뉜다. 기원전 150년, 안드리스코스라는 직물공이 갑자기 자신이 페르세우스의 아들이라고 참칭하더니 필리포스 6세라고 참칭했는데 이것이 발단이 되어 4차 마케도니아 전쟁이 일어나고 이 일이 일어난 직후 기원전 148년 마케도니아는 로마에 병합되었고 고대 마케도니아인들은 로마인에게 모두 동화되었다.

### 비왕조
- 리시마코스 (재위: 기원전 286년 ~ 기원전 281년) 및 에페이로스의 피로스 (재위: 기원전 286년 ~ 기원전 285년)
- 프톨레마이오스 케라우노스 (재위: 기원전 281년 ~ 기원전 279년)
- 멜레아그로스 (재위: 기원전 279년)
- 에페이로스의 피로스 (재위: 기원전 274년 ~ 기원전 272년)

## 같이 보기
- 마케도니아 왕국 사람 목록